# Karin Alvtegen
Karin Anna Alvtegen, född 8 juni 1965 i Huskvarna, är en svensk författare. Hon har arbetat med psykologiska deckare med starka kvinnoporträtt och finns översatt till ett 20-tal språk.

## Biografi
Före sin romandebut jobbade hon bland annat som filmattributör och rekvisitör, och var manusförfattare för Rederiet. Idag är hon framförallt romanförfattare. Hon har bland annat skrivit deckarna Skuld (romandebut, 1998), Saknad (2000), Svek (2003) och Skam (2005), samtliga utgivna på Natur & Kultur. Saknad tilldelades Skandinaviska Kriminalsällskapets pris Glasnyckeln 2001.
Hon lämnade därefter deckargenren och gav 2010 ut En sannolik historia, en historia om relationer, fördomar och kärlek med djupt mänskliga känslor. Fjärilseffekten (2013, på Brombergs bokförlag) handlar om hur handlingar kan få konsekvenser långt borta; jämför fjärilseffekten.
År 2017 meddelade Alvtegen att hon fått diagnosen ME/CFS och aldrig kommer att skriva romaner igen. Hon hade då lidit av sjukdomen sedan 2013. Boken Hinsides brinner, som Alvtegen skrev tillsammans med sonen Albin, fick 2018 års Stora Ljudbokspriset i kategorin för barn. Karin Alvtegen är själv inläsare av boken. Tillsammans med journalisten Karin Thunberg gav hon 2019 ut boken Osynligt sjuk, som skildrar hur det är att leva med sjukdomen ME.
Brittisk TV gjorde 2006 en serie, Missing, efter romanen Saknad.

### Privatliv
Alvtegen är dotterdotter till Gunnar Ericsson, bror till Astrid Lindgren. Hon är gift med Mikael Nord Andersson och har två söner. Hon är bosatt i Ystads kommun.

## Verk

### Filmmanus
- 2004 – Hotet

## Priser och utmärkelser
- 2000 – Nominerad till Årets bästa svenska kriminalroman och Polonipriset för Saknad
- 2001 – Glasnyckeln för Saknad
- 2004 – Nominerad till Glasnyckeln (Skandinaviens bästa kriminalroman) för Svek
- 2005 – Årets bok-Månadens boks litterära pris
- 2006 – Platinapocket: årets mest sålda pocketroman för Skam
- 2007 – Palle Rosenkrantz-priset för Skugga
- Nominerad till Duncan Lawrie International Award för Shame
- 2009 – Nomimerad till the Edgar Award för boken Missing
- Nominerad till Duncan Lawrie International Award för Shadow
- 2018 – Stora Ljudbokspriset för boken Hinsides brinner